# Sluková
Sluková (německy Schneppendorf) je osada, část obce Valkeřice v okrese Děčín. Nachází se asi 3 km na jihozápad od Valkeřic. Jsou zde evidovány tři adresy. V roce 2011 zde trvale nikdo nežil.
Sluková leží v katastrálním území Valkeřice o výměře 14,14 km2.

## Historie
Nejstarší písemná zmínka pochází z roku 1787.

## Obyvatelstvo
|                                                                    | 1869 | 1880 | 1890 | 1900 | 1910 | 1921 | 1930 | 1950 | 1961 | 1970 | 1980 | 1991 | 2001 | 2011 |
| ------------------------------------------------------------------ | ---- | ---- | ---- | ---- | ---- | ---- | ---- | ---- | ---- | ---- | ---- | ---- | ---- | ---- |
| Obyvatelé                                                          | 213  | 208  | 193  | 207  | 222  | 217  | 203  | 50   | 40   | -    | -    | -    | 1    | -    |
| Domy                                                               | 40   | 40   | 40   | 40   | 42   | 42   | 42   | 52   | .    | -    | -    | -    | 1    | -    |
| Počet domů z roku 1961 je zahrnut v domech místní části Valkeřice. |      |      |      |      |      |      |      |      |      |      |      |      |      |      |